# O Homem do Braço de Ouro
The Man with the Golden Arm (bra/prt: O Homem do Braço de Ouro) é um filme estadunidense de 1955, dirigido e produzido por Otto Preminger e com roteiro baseado em livro homônimo de Nelson Algren. O roteiro foi adaptado por Walter Newman, Lewis Meltzer e Ben Hecht (não creditado).
O filme, além de polêmico ao mostrar cenas explícitas de uso de drogas  como a heroína e abordar outros temas soturnos, é famoso por possuir uma das trilhas sonoras/banda sonora mais famosas da história do cinema, composta por Elmer Bernstein no estilo jazz, que acompanha os créditos iniciais do lendário designer Saul Bass.

## Sinopse
O filme conta a história do "homem do braço de ouro", chamado assim por ser um grande baterista e também crupiê, manuseando com maestria o baralho. Mas também porque usa seu braço para injetar na veia doses de heroína, um vício que apesar da luta constante não consegue se livrar, arruinando-lhe a vida.

## Elenco
- Frank Sinatra .... Frankie Machine
- Eleanor Parker .... Zosch Machine
- Kim Novak .... Molly
- Arnold Stang .... Sparrow
- Darren McGavin .... Louie
- Robert Strauss .... Schwiefka
- John Conte .... bêbado
- Doro Merande .... Vi
- George E. Stone .... Sam Markette
- George Mathews .... Williams

## Prêmios e indicações
Oscar 1956 (EUA)
- Indicado nas categorias de melhor ator (Frank Sinatra), melhor direção de arte (Joseph C. Wright e Darrell Silvera) e melhor trilha sonora (Elmer Bernstein).

BAFTA 1967 (Reino Unido)
- Indicado na categoria de melhor filme de qualquer origem.